# Word Up!
Word Up! — кавер-версія Korn пісні R&B групи Cameo. «Word Up!» Був першим треком , що увійшов до студійний збірник 2004 Greatest Hits vol. 1 і став одним з двох треків , разом з кавер-версією пісні Pink Floyd «Another Brick in the Wall», які з'явилися тільки на цьому альбомі («Word Up» також виконувався пізніше на концертних виступах ). Сингл отримав широку трансляцію на рок- радіо до моменту релізу , потрапив у топ -20 обох чартів , і справив значне враження в популярних чартах інших країн, включаючи Австралію (де сингл стартував на 38-му рядку) і Німеччини (47-й рядок) .
Вокаліст Джонатан Девіс сказав про рішення групи включити цю пісню в альбом своїх найкращих хітів:  «Ми грали "Word Up! "Роками, як пісню для саундчеку, не повну версію, просто основну мелодію»  . Музичне відео на пісню зняв Антті Йокінен, в якому особи музикантів були перетворені за допомогою комп'ютера в собачі морди ( схоже на відео Basement Jaxx « Where's Your Head At ? » , де людські обличчя перетворювалися на морди мавп) у клубі з жінкою, що танцює топлес. Гітарист Браян «Гед» Велч був незадоволений цим рішенням.